# Changwon-Fußballcenter
Das Changwon-Fußballcenter  ist ein Fußballstadion in der südkoreanischen Stadt Changwon, Provinz Gyeongsangnam-do. Seit 2010 tragen die Franchises Gyeongnam FC und Changwon City FC ihre Heimspiele im Changwon-Fußballcenter aus. Gyeongnam FC spielt aktuell (2019) in der K League 1, der höchsten Spielklasse Südkoreas und Changwon City FC spielt aktuell (2019) in der Korea National League, der dritthöchsten Spielklasse Südkoreas.

## Galerie

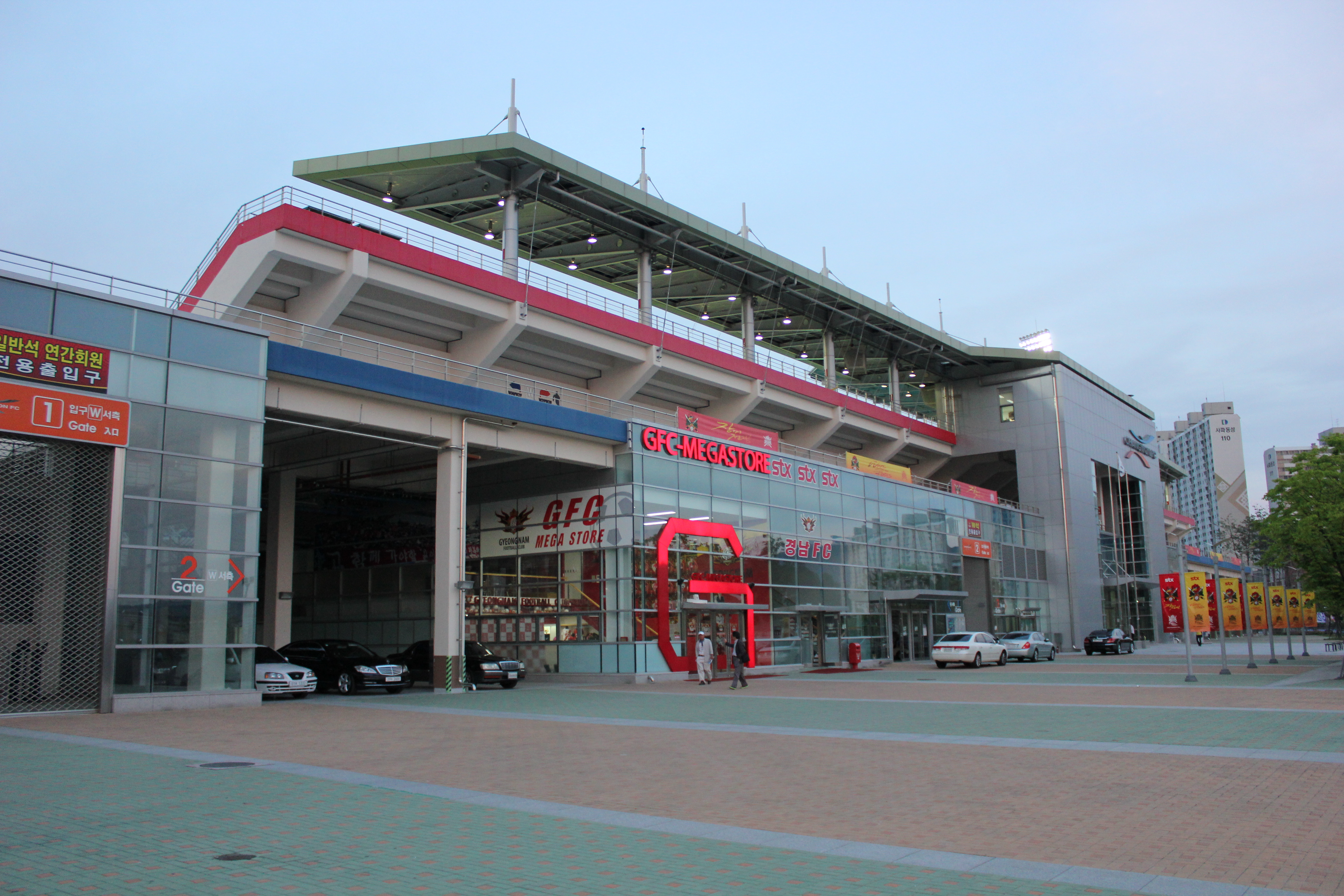
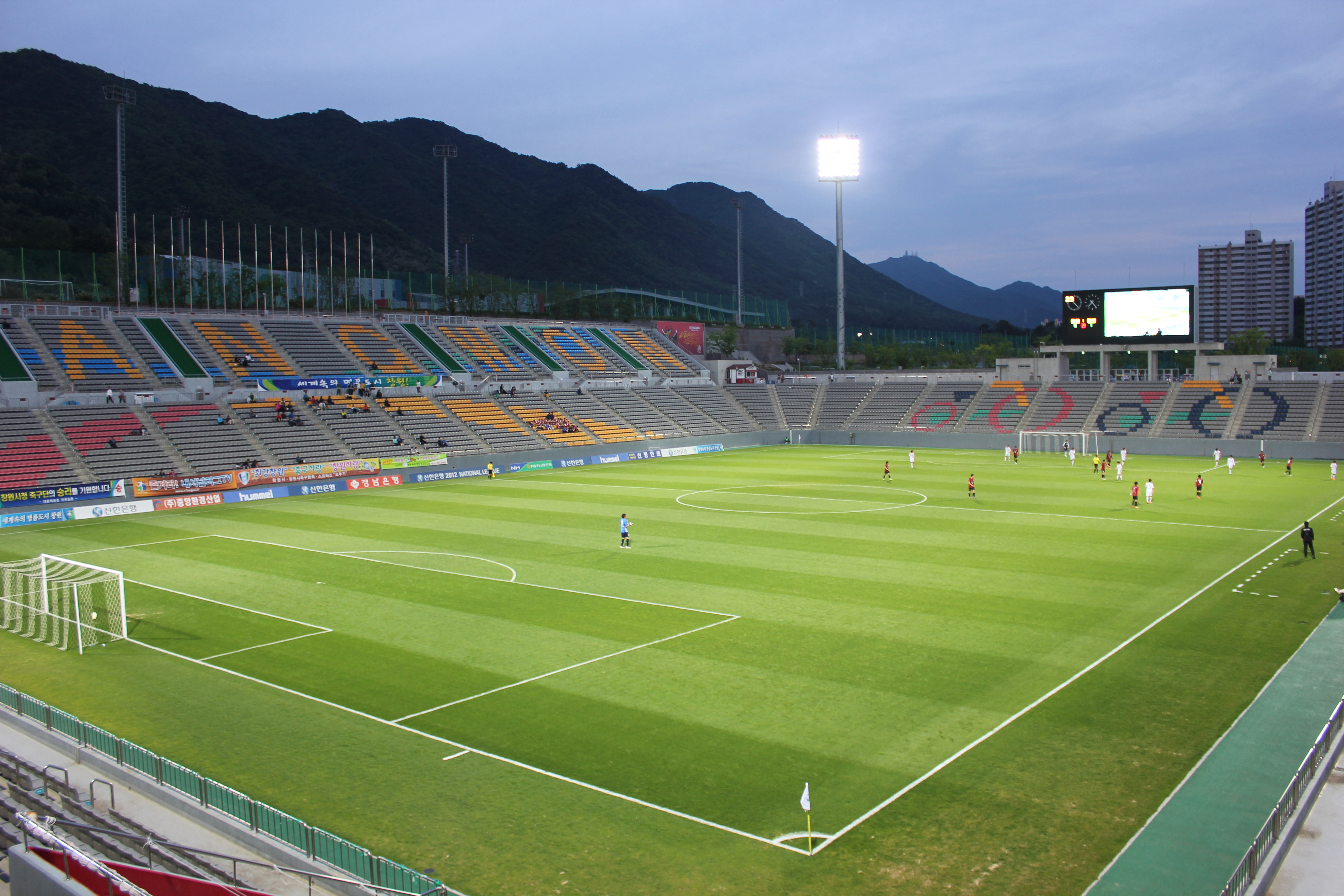
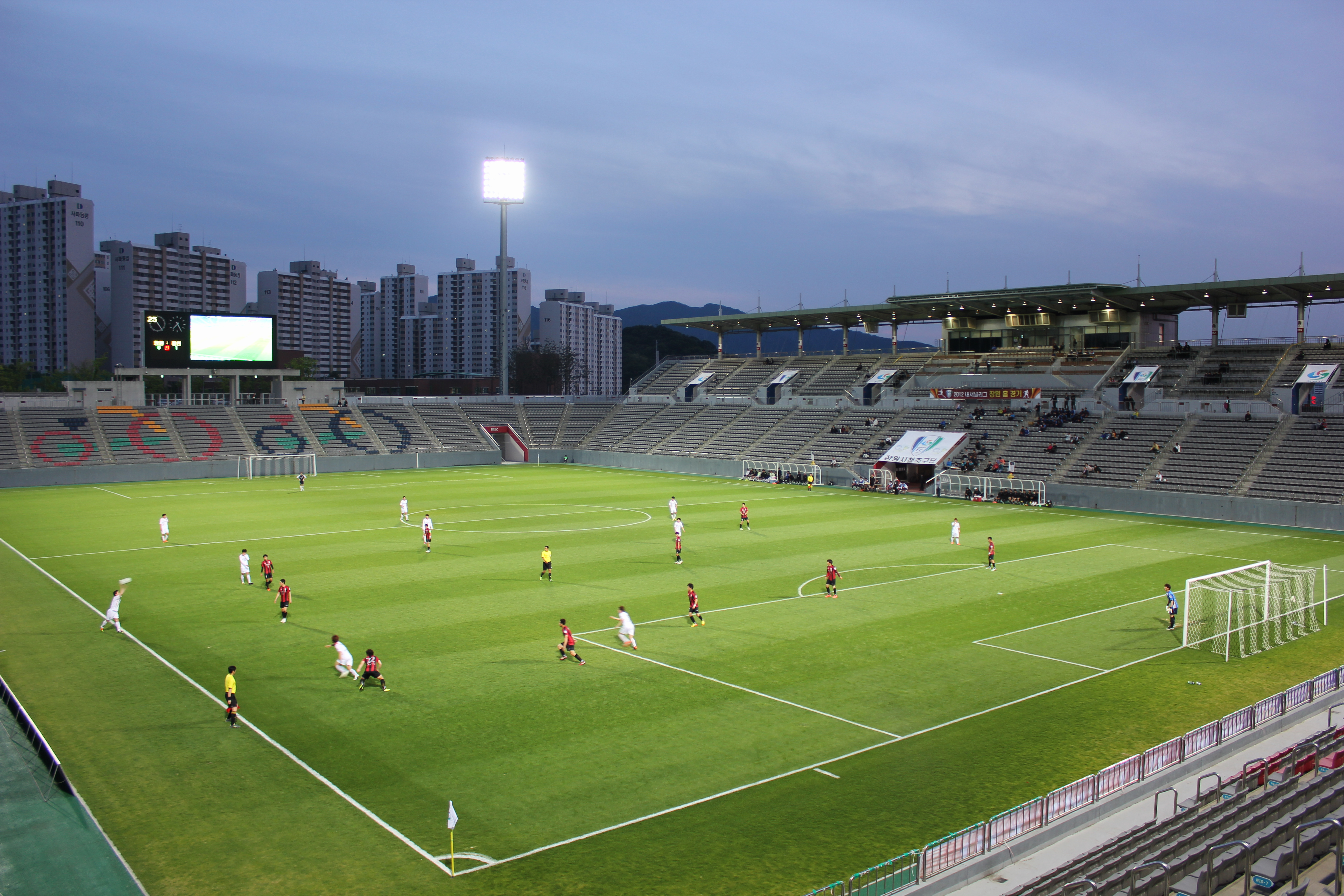
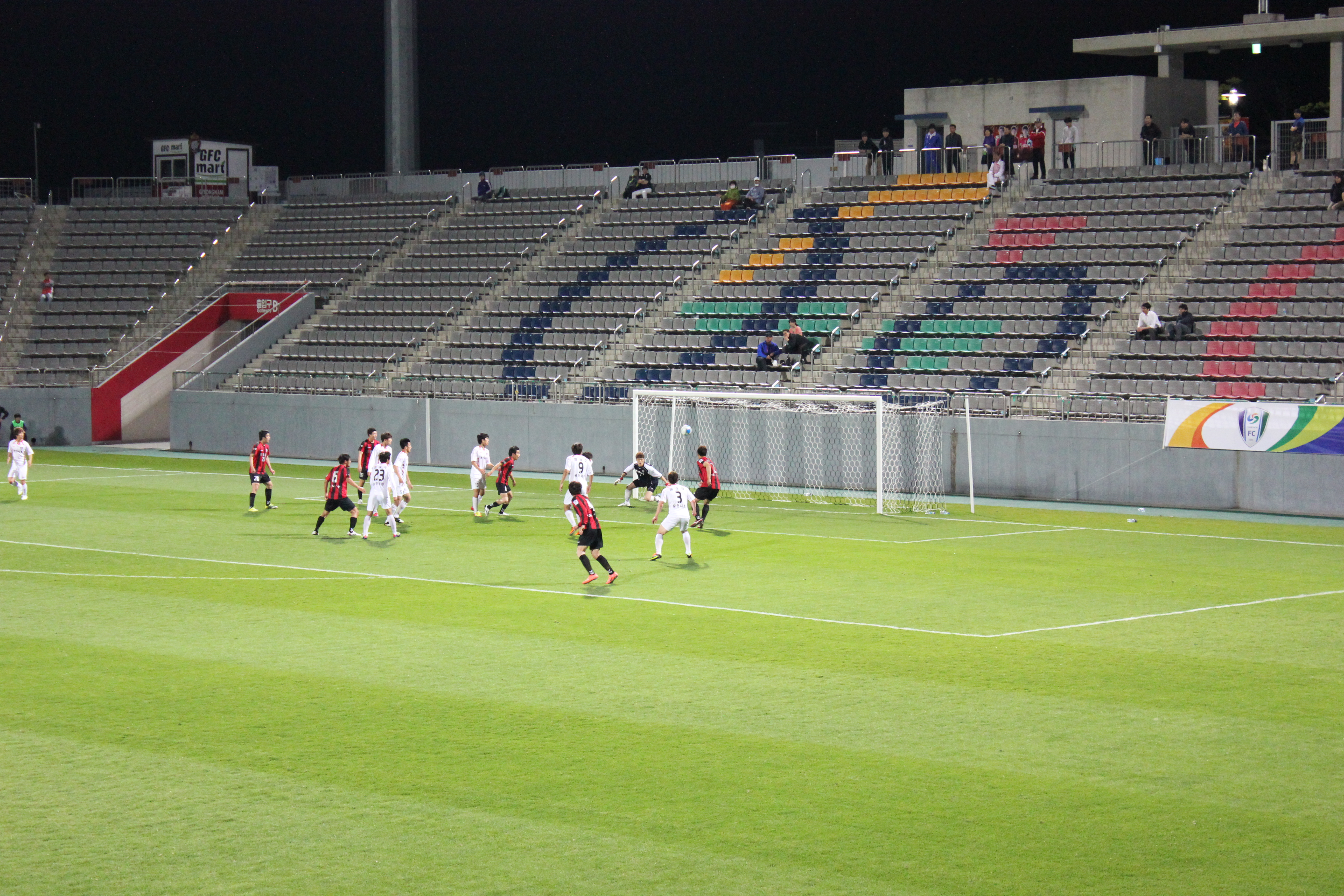